# 拉日什機場
拉日什机场（葡萄牙語：Base Aérea das Lajes / Aeroporto das Lajes）是一座位于葡萄牙亚速尔群岛特塞拉岛的民用机场。
這座機場曾經在以色列、埃及和敘利亞之間爆發的贖罪日戰爭中發揮重要的作用。